# 川島勝
川島 勝（かわしま まさる、1982年9月9日 - ）は、長崎県佐世保市出身の競輪選手。日本競輪選手会長崎支部に所属。ホームバンクは佐世保競輪場。

## 来歴
実弟である川島慶三は、東京ヤクルトスワローズなどに所属した元プロ野球選手。
自身も少年時代から野球を続け、高校は慶三と同じく佐世保実業高等学校に進学し、同校の野球部に在籍した。だが、小学生2年のとき、父親に連れ添って行った佐世保競輪場で競輪競走を観戦したことをきっかけに、早くもこの頃から競輪選手という職業に惹かれ、高校入学前に、後に師事することになる阪本正和（日本競輪学校第70期生）と出会っている。
高校卒業後、阪本の指導を受け、2003年に日本競輪学校第89期生として入学した。同期には菊地圭尚らがいる。
2004年7月9日、武雄競輪場でデビューし5着。初勝利は同年同月10日の同場。
2005年、松山競輪場で行われたルーキーチャンピオンレースに出場し、明田春喜に次いで2着。